# Mohamed Hegi
Mohamed Hegi (26 januari 2004) is een Syrische voetballer die doorgaans speelt als links- of rechtsbuiten.

## Clubcarrière
Hegi speelde in Duitsland bij SV Mönchengladbach 1910 en Borussia Mönchengladbach alvorens hij in 2021 de overstap maakte naar de jeugdopleiding van VVV-Venlo. Tijdens de voorbereiding op het seizoen 2023/24 liet trainer Rick Kruys hem met negen andere jeugdspelers aansluiten bij de selectie van het eerste elftal. Daar maakte de 19-jarige vleugelaanvaller zijn competitiedebuut op 19 augustus 2023 tijdens een uitwedstrijd bij FC Emmen (2-2), toen hij als invaller in de 72e minuut in het veld kwam voor Martijn Berden. Bij aanvang van de voorbereiding op het seizoen 2024/25 sloot Hegi opnieuw aan bij de selectie van het eerste elftal om zich te bewijzen in de oefenwedstrijden. Na afloop van de oefencampagne keerde Hegi weer terug bij de selectie van het beloftenelftal. Als gevolg van een zware knieblessure in oktober 2024 moest hij maandenlang revalideren. In de zomer van 2025 keerde Hegi terug naar Duitsland en sloot daar aan bij SC St. Tönis 11/20.

### Clubstatistieken
| 2023/24                               | VVV-Venlo          | Eerste divisie       | 4 | 0 | 0 | 0 | — | — | 4 | 0 |
| 2024/25                               | VVV-Venlo          | Eerste divisie       | 0 | 0 | 0 | 0 | — | — | 0 | 0 |
| 2025/26                               | SC St. Tönis 11/20 | Oberliga Niederrhein | 0 | 0 | 0 | 0 | — | — | 0 | 0 |
| Totaal                                | Totaal             | Totaal               | 4 | 0 | 0 | 0 | 0 | 0 | 4 | 0 |
| Bijgewerkt tot en met 6 augustus 2025 |                    |                      |   |   |   |   |   |   |   |   |

## Interlandcarrière
In januari 2023 werd Hegi geselecteerd voor het Syrisch nationale elftal onder 20 jaar. Op 3 februari 2023 liet bondscoach Mark Wotte hem debuteren in een met 0-4 gewonnen vriendschappelijke interland tegen Qatar onder 20 jaar, als invaller in de 81e minuut voor Hozan Osman.